# Gubin
Gubin je priimek več oseb:
- Andrej Viktorovič Gubin, ruski pevec
- Vladimir Vladimorovič Gubin, sovjetski general